# Precondicionador
En el álgebra lineal numérica, un precondicionador {\displaystyle P} de una matriz {\displaystyle A} es una matriz tal que {\displaystyle P^{-1}A} tiene un número de condicionamiento bajo. Los precondicionadores son útiles cuando se utiliza un método iterativo para resolver un gran sistema lineal de matriz esparcida.
{\displaystyle Ax=b\,}
En lugar de resolver el sistema lineal anterior se puede resolver el sistema precondicionado por izquierda
{\displaystyle P^{-1}Ax=P^{-1}b,\,}
A través de la solución de estos dos
{\displaystyle c=P^{-1}b,\qquad (P^{-1}A)x=c,\,}
o precondicionando el sistema por la derecha 
{\displaystyle AP^{-1}Px=b,\,}
A través de la solución de estos dos
{\displaystyle (AP^{-1})y=b,\qquad x=P^{-1}y,\,}
Estos son equivalentes al sistema original siempre que la matriz {\displaystyle P} sea no singular.